# 만화로 배우는 심신의학
만화로 배우는 심신의학(マンガで分かる心療内科) 은 일본의 코미디 만화로 유우키 유우가 쓰고 소우가 그림을 그렸으며, 가호샤의 영 킨 매거진에 연재 중이다. 2015년 2월부터 6월까지 애니로 배우는 심신의학이라는 이름으로 오리지널 넷 애니메이션이 방영되었다. 이상하면서도 재밌는 상황을 먼저 제시하고, 그 다음에 관련된 정신질환을 하나 소개한 뒤, 증상과 원인, 치료법을 알려주는 형식으로 구성되어 있다.

## 등장인물
신나이 료우(心内 療)
성우 : 하타노 와타루 (드라마 CD), 미키 신이치로 (애니메이션)
유우 멘탈 클리닉의 의사.
칸고시 아스나(官越 あすな)
성우 : 카야노 아이 (드라마 CD), 엔도 유리카 (애니메이션)
간호사. 료우의 말을 이상한 쪽으로 해석해서 곤란한 상황을 만드는 것을 즐긴다.
칸고시 이야시(官越 いやし)
성우 : 아라카와 미호 (드라마 CD), 히카사 요코 (애니메이션)
칸고시 히메루(官越 ひめる)
성우 : 오미가와 치아키 (드라마 CD), 우치다 마아야 (애니메이션)
칸고시 스키조(官越 好蔵)
성우 : 오가타 켄이치 (애니메이션)

## 미디어

### 만화
만화로 배우는 심신의학은 처음에 웹 만화로 연재를 시작했다. 정신과 의사 유우키 유우가 글을 쓰고, 소우가 그림을 그렸다. 이 웹 만화는 유우 멘탈 클리닉 웹 사이트에서 2009년부터 연재가 불규칙적으로 있었다. 만화는 또한 쇼넨 가호샤의 영 킨 메거진에서 2010년 5월부터 연재가 되고 있다.

### 애니메이션
애니메이션화는 신에이 애니메이션이 For All이라는 이름 하에서 제작을 맡았고, 오구라 히로후미가 감독을 맡았다. 오리지널 넷 애니메이션 시리즈 애니로 배우는 심신의학 (アニメで分かる心療内科)은 일본에서 2015년 2월 13일부터 스트리밍을 시작했다. 엔딩은 우치다 마아야가 부른 빈 캡슐(からっぽカプセル)이다.

## 명성

### 만화

#### 판매량
| 책 번호 | 최고 순위 | 판매량                         | 주석   |
| ------- | --------- | ------------------------------ | ------ |
| 2       | 29        | 38,928 (2010년 11월 28일 기준) | [ 4 ]  |
| 3       | 8         | 40,616 (2011년 5월 15일 기준)  | [ 5 ]  |
| 4       | 24        | 31,168 (2011년 10월 2일 기준)  | [ 6 ]  |
| 5       | 21        | 35,563 (2012년 1월 1일 기준)   | [ 7 ]  |
| 6       | 30        | 34,429 (2012년 7월 1일 기준)   | [ 8 ]  |
| 7       | 29        | 33,444 (2012년 10월 28일 기준) | [ 9 ]  |
| 8       | 35        | 28,605 (2013년 3월 30일 기준)  | [ 10 ] |
| 9       | 26        | 23,477 (2013년 11월 17일 기준) | [ 11 ] |
| 10      | 44        | 21,250 (2014년 3월 1일 기준)   | [ 12 ] |
| 11      | 41        | 18,496 (2014년 6월 15일 기준)  | [ 1 ]  |